# Año Internacional del Mijo
2023 fue proclamado Año Internacional del Mijo por la Asamblea General de las Naciones Unidas mediante la resolución 75/263, aprobada el 3 de marzo de 2021. Esta iniciativa surge en reconocimiento de la importancia del mijo en la seguridad alimentaria, la nutrición y la resiliencia climática. Además, destaca su papel fundamental en la producción sostenible de alimentos en diversas regiones del mundo. La proclamación fue promovida por la Organización de las Naciones Unidas para la Alimentación y la Agricultura (FAO), en línea con el Decenio de las Naciones Unidas de Acción sobre la Nutrición (2016-2025) y el Decenio de la Agricultura Familiar (2019-2028).
El objetivo central fue concienciar sobre los beneficios nutricionales de este cereal, su capacidad de cultivo en condiciones climáticas adversas y su contribución a la seguridad alimentaria y al desarrollo económico, especialmente en comunidades agrícolas de bajos recursos. Se buscó promover su producción y consumo sostenible, resaltando su diversidad genética y la reducción de la pobreza.

## Actividades y alcance
Durante 2023, se llevaron a cabo numerosas iniciativas para fomentar la producción y el consumo del mijo a nivel global. La FAO lideró esfuerzos para promover campañas de sensibilización, seminarios y actividades dirigidas a gobiernos, agricultores y consumidores, destacando las ventajas del mijo en términos de nutrición y sostenibilidad. Se incentivó a los Estados miembros a desarrollar políticas públicas que integraran a los pequeños productores en las cadenas de valor del mijo, facilitando su acceso a mercados internacionales.
Los sectores académico y privado participaron activamente en la investigación y promoción de tecnologías agrícolas innovadoras que optimizaron la producción y el procesamiento del mijo. Se realizaron eventos globales y regionales para compartir conocimientos sobre su cultivo y comercialización. Asimismo, se enfatizó en el empoderamiento de las mujeres en la producción de mijo, brindando herramientas educativas para mejorar la nutrición a nivel comunitario.
El financiamiento de las actividades derivadas del Año Internacional del Mijo se basó en contribuciones voluntarias, incluyendo el apoyo del sector privado. Esta designación permitió fortalecer el reconocimiento del mijo como un cultivo clave en la lucha contra la inseguridad alimentaria y el cambio climático.